# Xã Vang, Quận Ward, Bắc Dakota
Xã Vang (tiếng Anh: Vang Township) là một xã thuộc quận Ward, tiểu bang Bắc Dakota, Hoa Kỳ. Năm 2010, dân số của xã này là 40 người.